# Супер Регби
Супер Регби (англ. Super Rugby, согласно начертанию на логотипе — SupeRugby) — крупнейший регбийный чемпионат Южного полушария для клубов. Турнир, во многом продолживший традиции предшественников, в том числе Южно-Тихоокеанского чемпионата, стартовал в 1996 г. при участии клубов из Австралии, Новой Зеландии и ЮАР. Официальное название состязания до конца 2005 г. — Супер 12, впоследствии изменённое на Супер 14. Наконец, к сезону 2011 г. было утверждено нынешнее наименование, уже не отражающее число команд-участниц. В сезоне 2016 года к турниру присоединилось по команде из Аргентины и Японии. С 2020 года команды Японии, Аргентины и ЮАР покинули Супер Регби из-за экономических проблем и ограничений, связанных с пандемией.

## Формат соревнования и организатор

### Формат

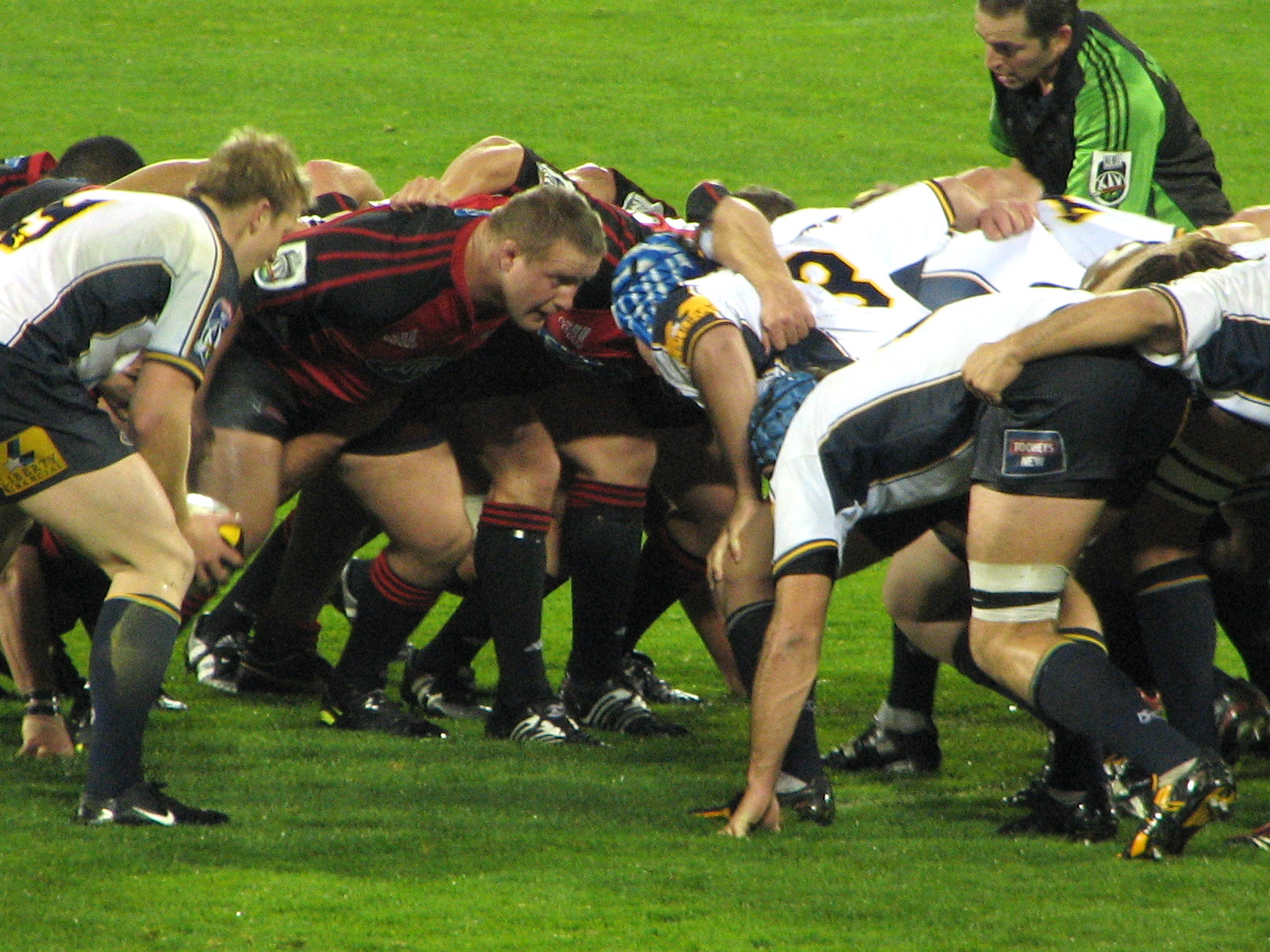
«Крусейдерс» в схватке против «Брамбиз», май 2006 г.

До 2011 г. чемпионат проводился по круговой схеме. При этом турнир проводился в один круг: каждая команда играла шесть или семь матчей дома и, соответственно, семь или шесть в гостях. Победитель матча зарабатывал четыре турнирных очка, если же игра завершалась вничью, оба участника получали по два. Сейчас в рамках чемпионата действует правило, согласно которому команда, занёсшая четыре и более попытки или уступившая менее семи очков получает бонусный балл. Четыре лучших команды по итогам регулярного сезона встречаются в полуфинале — первая команда принимает четвёртую, а вторая — третью . Затем победители полуфиналов встречаются в решающем матче, проходящем на стадионе клуба с лучшей позицией в чемпионате. В общей сложности в регулярном чемпионате проводился 91 матч в течение 14 уикендов.
К сезону 2011 г. правила были скорректированы. Команды каждой страны были объединены в конференции. Клубы играли с соперниками из своей конференции дважды: в гостях и на домашнем стадионе. Затем каждый коллектив встречался с четырьмя из пяти клубов других конференций. Финал сезона проходил при участии шести команд: трёх победителей конференций и трёх других коллективов с максимальным количеством очков. Две команды с лучшими показателями начинали плей-офф со второго раунда.
С расширением состава участников в 2015 году в существующий формат были  вновь внесены изменения. Команды делятся на две группы (Австралазийскую и Южноафриканскую), в каждой из которых по две конференции: Австралийская и Новозеландская конференции из пяти команд в первой группе и две Африканских конференции их четырёх команд во второй группе (в первой конференции также выступает клуб из Японии, а во второй — из Аргентины). Регулярный сезон состоит 17 туров. Каждая команда играет 8 матчей дома и 7 на выезде (или наоборот): 6 против команд из своей конференции; 5 против команд из своей группы, но другой конференции; 4 против команд из другой группы, в течение сезона каждая команда пропускает по 2 тура. После завершения регулярного сезона команды попадают в плей-офф согласно набранным по ходу сезона очкам.
Согласно новому формату в четвертьфинал плей-офф выходят восемь команд: победители конференций (четыре команды), лучшая по набранным в регулярном сезоне очкам команда Южноафриканской группы и три лучших по набранным в регулярном сезоне очкам команды Австралазийской группы. При этом лучшая команда-победитель будет играть с последней по набранным очкам командой, вторая с седьмой, и так далее. В полуфинале команда-победитель первой пары с командой-победителем последней пары, и так далее.

### SANZAAR
SANZAAR (ранее SANZAR) — организация, объединяющая представителей четырёх стран-участниц: Австралии, Аргентины, Новой Зеландии и ЮАР. Структура контролирует проведение Супер Регби и Чемпионата регби. Некоторое время в регбийных кругах ходили слухи о возможном выходе ЮАР из организации и её присоединении к европейскому Кубку шести наций. Дело в том, что часовой пояс ЮАР (UTC+2) ближе к европейским, нежели к австралийским и новозеландскому. В 2012 году к розыгрышу Кубка трёх наций присоединилась сборная Аргентины, а турнир был переименован в Чемпионат регби. В 2016 году организация официально сменила название с SANZAR на SANZAAR, означающее полноценное партнёрство Аргентинского регбийного союза с союзами-основателями федерации.

## История

### До SANZAR: Super 6 и Super 10
До 1996 года проводился ряд турниров между сборными регионов и провинций. Первым таким турниром стал Южно-Тихоокеанский чемпионат, который проводился с 1986 по 1990 год.

#### Супер 6
| Сезон | Чемпион     | Город/регион |
| ----- | ----------- | ------------ |
| 1992  | «Квинсленд» | Брисбен      |

После прекращения существования Южно-Тихоокеанского чемпионата подобные международные турниры не проводились, пока в 1992 году не был создан Супер 6, в котором приняли участие три команды региональных союзов Новой Зеландии: «Окленд», «Кентербери» и «Веллингтон»; две из Австралии: «Квинсленд» и «Нью Саут Уэйлз», а также сборная Фиджи. Победителем единственного проведённого сезона стали регбисты из «Квинсленда».
| Сезон | Чемпион      | Город/регион |
| ----- | ------------ | ------------ |
| 1993  | «Трансвааль» | Йоханнесбург |
| 1994  | «Квинсленд»  | Брисбен      |
| 1995  | «Квинсленд»  | Брисбен      |

#### Супер 10
В 1993 году количество команд было увеличено до десяти, в первом сезоне приняли участие «Норт-Харбор», «Окленд», «Отаго» и «Уаикато» из Новой Зеландии; «Квинсленд» и «Нью Саут Уэйлз» из Австралии; «Северный Трансвааль», «Трансвааль» и «Натал» из ЮАР, а также сборная Самоа. В 1993 году чемпионом стал «Трансвааль», а в 1994 и 1995 — «Квинсленд».

### SANZAR и SANZAAR (1995 —н.в.)

#### Супер 12 (1995—2005)
Переход регби на профессиональный уровень в 1995 году привёл к изменению формата проведения Супер 10. После Чемпионата мира 1995 года регбийные союзы Новой Зеландии, Австралии и ЮАР объявили о создании SANZAR (South Africa, New Zealand and Australian Rugby) и запуске нового ежегодного турнира, в котором сыграют 12 команд из этих трёх стран. Кроме этого было принято решение о проведении ежегодного турнира между сборными — Кубка трёх наций. Для участия в Супер 12 в Новой Зеландии были созданы 5 франшиз («Блюз», «Крусейдерс», «Хайлендерс», «Харрикейнз» и «Чифс»), от Австралии были заявлены ранее выступавшие в Супер 10 «Квинсленд» и «Уаратаз», а также новый клуб «Брамбиз». На протяжении первых трёх сезонов от ЮАР принимали участие полуфиналисты предыдущего розыгрыша Кубка Карри, однако затем были созданы франшизы по образу новозеландской модели.
В первом сезоне чемпионами стали игроки «Блюз», переиграв в финале «Натал Шаркс» со счётом 45:21, в следующем сезоне команда из Окленда повторила свой успех, на этот раз против «Брамбиз» (23:7). В сезоне 1998 года в финал вновь играли «Блюз», но взять третий титул подряд у них не получилось — чемпионом стали «Крусейдерс» (13:20). «Крестоносцы» повторили успех в последующих двух сезонах: в финале 1999 года были обыграны «Хайлендерс» (19:24), а в 2000 — «Брамбиз» (19:20).
Сезон 2001 года стал первым, когда до финала не дошёл ни один клуб из Новой Зеландии — за трофей боролись «Брамбиз» и «Шаркс», победу со счётом 36:6 праздновала австралийская команда. В 2002 году победителем вновь становятся «Крусейдерс» (победа 31:13 над «Брамбиз»), команда не проиграла ни одного матча за сезон. В 2003 году чемпионом становятся «Блюз», обыграв победителя предыдущего сезона 21:17. В сезоне 2004 «Брамбиз» берут титул во второй раз, взяв реванш у «крестоносцев» 47:38. В последнем сезоне в старом формате в финал турнира впервые вышли «Уаратаз», но проиграли «Крусейдерс» (35:25), для которых этот титул стал пятым.

#### Супер 14 (2006—2010)
В 2004 году было объявлено о переговорах между SANZAR и News Corporation по поводу продления прав на показ соревнования. Новое пятилетнее соглашение вступило в силу в 2006 году и подразумевало выплату 323 миллионов долларов за трансляцию чемпионата на территории Соединённого королевства, Австралии и Новой Зеландии. Освещением турнира на территории ЮАР занялась компания Supersport.
Одновременно с этим были добавлены две новые команды — австралийская «Уэстерн Форс» и южноафриканская «Сентрал Читаз». Первым победителем Супер 14 стали «Крусейдерс», обыграв в финале «Харрикейнз» (19:12). Последними победу в этом формате праздновали регбисты «Буллз», одержав победу над «Стормерз» 25:17.
Команда «Саутерн Спирс» (Порт-Элизабет) в 2007 г. должна была заменить южноафриканский коллектив с худшими показателями в прошлом сезоне. Однако все действовавшие клубы отвергли инициативу, которая, по мнению их руководства, принадлежала неоднозначной фигуре президента Союза регби ЮАР — Брайану ван Роойену. 19 апреля 2006 г., когда ван Роойен покинул пост, Союз заявил, что «Спирс» в чемпионате участвовать не будут Затем Союз запросил проведение аудита в клубе, так как нарушения финансовых требований «Спирс» стали достоянием общественности.
В августе 2006 г. Верховный суд ЮАР постановил, что контракт клуба с Союзом и SANZAR имеет силу. Конфликт был урегулирован в ноябре того же года — команда столкнулась с административными и финансовыми затруднениями и отказалась от претензий. Клуб продолжил существование, однако южане так и не провели ни одного матча в Супер Регби. В дальнейшем активы «Спирс» были использованы при формировании команды «Саутерн Кингз», которая подавала заявку на вступление в 2011 г.

#### Супер Регби: 15 команд (2011—2015)
В 2009 году SANZAR обнародовала планы по увеличению количества участников и изменению формата начиная с сезона 2011. К соревнованию должен был присоединиться ещё один австралийский клуб — «Мельбурн Ребелс», а команды поделены на конференции по странам. Помимо «Ребелс» на получение 15-й франшизы претендовал и «Саутерн Кингз» из ЮАР, однако из-за лучшего географического положение предпочтение было отдано австралийцам. В 2013 году «Кингз» заменили «Лайонз», но, заняв последнее место в регулярном чемпионате и проиграв «Лайонз» в плей-офф за право выступать в Супер Регби, покинули соревнование

#### Расширение в Аргентину и Японию (2016—2019)
В феврале 2012 г. генеральный директор SANZAR Грег Питерс объявил СМИ о том, что организация рассматривает возможность присоединения команд из Аргентины, США и Японии к 2016 г., когда вступит в силу новый телеконтракт. В этом же году регби-7 дебютирует на Олимпийских играх, что уже сейчас способствует росту интереса к игре во многих странах, в том числе в Штатах и Японии.
Австралийский аналитик спортивного телевещания Колин Смит отметил, что присоединение японских и американских команд позволит оценить права на трансляцию в 1 млрд. австралийских долларов до 2020 г. В частности, он сказал: «Можно сравнить эту сделку с другими ведущими видами спорта Австралии. Регби в США — университетская игра, и если футболисты могут создать свою лигу и продавать клубы за $40 млн, то представьте что можно сделать на этом рынке с регби за 10-12 лет.» Крупнейший телевизионный контракт в австралийском спорте (Австралийская футбольная лига, 2012-16) оценивается в A$1.26 млрд. Однако даже эта сумма весьма мала по сравнению с контрактами НФЛ. Текущие соглашения Национальной футбольной лиги в совокупности стоят более $4 млрд в год.

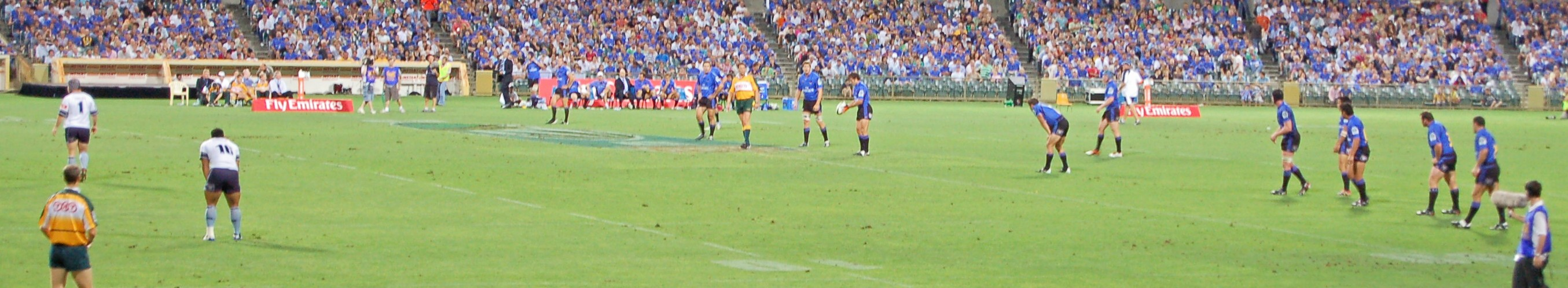
«Форс» (в синем) против «Уаратаз».

Питерс добавил, что нынешнее деление на конференции идеально подходит для экспансии как при создании новых конференций, так и при пополнении существующих. Он также предположил, что новые зарубежные команды могли бы удерживать игроков из стран SANZAR, препятствуя их переезду в Европу.
В октябре 2014 года было объявлено о создании японской франшизы Супер Регби, а в ноябре и аргентинской. Команды начали выступление в турнире в сезоне 2016 года; помимо них была восстановлена 6-я франшиза ЮАР — «Саутерн Кингз».

#### Выход из франшизы Японии, Аргентины, ЮАР (2020–...)
В 2019 году у Супер Регби начинаются экономические проблемы. Было объявлено что японская франшиза «Санвулвз» покинет Супер Регби, из-за проблем, связанных с логистикой остальных команд. Высокие расходы на поездки, выматывающие перелеты. Кроме того, очевидно была переоценена популярность франшизы Супер Регби в Японии, где начались проблемы с контрактами на трансляции. Планировалось, что сезон 2020 станет для команды последним в Супер Регби, но из-за пандемии COVID-19 не был доигран и он.
По ходу сезона 2020 Супер Регби покинули и аргентинские «Хагуарес», и сезон 2021 начинали уже в континентальном чемпионате Súper Liga Americana.
По итогам сезона 2020, прерванного из-за пандемии, команды из Южной Африки также решили покинуть Супер Регби. К этому решению ЮАР подтолкнули регбийные союзы из Новой Зеландии и Австралии, сообщившие, что не видят смысла в сохранении текущего формата чемпионата и желающие сконцентрироваться на чемпионате континента. Затраты на перелеты команд в ЮАР, организацию матчей, никак не покрывались продажей билетов и прав на телетрансляции. Особенно учитывая ограничения по посещению матчей из-за COVID-19. Регбийный союз Южной Африки принял это решение организаторов Супер Регби, и рассматривают участие команд Южной Африки в лиге ПРО-14.

## Чемпионы
| Год         | Число клубов |              | Финал | Финал        | Финал            |                  | Проигравшие в полуфинале | Проигравшие в полуфинале |
| Год         | Число клубов | Победитель   | Счёт  | Финалист     | 1-й полуфиналист | 2-й полуфиналист |                          |                          |
| 1996 детали | 12           | «Блюз»       | 45:21 | «Шаркс»      | «Редс»           | «Буллз»          |                          |                          |
| 1997 детали | 12           | «Блюз»       | 23:7  | «Брамбиз»    | «Харрикейнз»     | «Шаркс»          |                          |                          |
| 1998 детали | 12           | «Крусейдерс» | 20:13 | «Блюз»       | «Шаркс»          | «Хайлендерс»     |                          |                          |
| 1999 детали | 12           | «Крусейдерс» | 24:19 | «Хайлендерс» | «Редс»           | «Стормерз»       |                          |                          |
| 2000 детали | 12           | «Крусейдерс» | 20:19 | «Брамбиз»    | «Хайлендерс»     | «Кэтс»           |                          |                          |
| 2001 детали | 12           | «Брамбиз»    | 36:6  | «Шаркс»      | «Кэтс»           | «Редс»           |                          |                          |
| 2002 детали | 12           | «Крусейдерс» | 31:13 | «Брамбиз»    | «Уаратаз»        | «Хайлендерс»     |                          |                          |
| 2003 детали | 12           | «Блюз»       | 21:17 | «Крусейдерс» | «Харрикейнз»     | «Брамбиз»        |                          |                          |
| 2004 детали | 12           | «Брамбиз»    | 47:38 | «Крусейдерс» | «Стормерз»       | «Чифс»           |                          |                          |
| 2005 детали | 12           | «Крусейдерс» | 35:25 | «Уаратаз»    | «Буллз»          | «Харрикейнз»     |                          |                          |
| 2006 детали | 14           | «Крусейдерс» | 19:12 | «Харрикейнз» | «Уаратаз»        | «Буллз»          |                          |                          |
| 2007 детали | 14           | «Буллз»      | 20:19 | «Шаркс»      | «Крусейдерс»     | «Блюз»           |                          |                          |
| 2008 детали | 14           | «Крусейдерс» | 20:12 | «Уаратаз»    | «Шаркс»          | «Харрикейнз»     |                          |                          |
| 2009 детали | 14           | «Буллз»      | 61:17 | «Чифс»       | «Харрикейнз»     | «Крусейдерс»     |                          |                          |
| 2010 детали | 14           | «Буллз»      | 25:17 | «Стормерз»   | «Крусейдерс»     | «Уаратаз»        |                          |                          |
| 2011 детали | 15           | «Редс»       | 18:13 | «Крусейдерс» | «Блюз»           | «Стормерз»       |                          |                          |
| 2012 детали | 15           | «Чифс»       | 37:6  | «Шаркс»      | «Крусейдерс»     | «Стормерз»       |                          |                          |
| 2013 детали | 15           | «Чифс»       | 27:22 | «Брамбиз»    | «Крусейдерс»     | «Буллз»          |                          |                          |
| 2014 детали | 15           | «Уаратаз»    | 33:32 | «Крусейдерс» | «Шаркс»          | «Брамбиз»        |                          |                          |
| 2015 детали | 15           | «Хайлендерс» | 21:14 | «Харрикейнз» | «Уаратаз»        | «Брамбиз»        |                          |                          |
| 2016 детали | 18           | «Харрикейнз» | 20:3  | «Лайонз»     | «Чифс»           | «Хайлендерс»     |                          |                          |
| 2017 детали | 18           | «Крусейдерс» | 25:17 | «Лайонз»     | «Чифс»           | «Харрикейнз»     |                          |                          |
| 2018 детали | 15           | «Крусейдерс» | 37:18 | «Лайонз»     | «Харрикейнз»     | «Уаратаз»        |                          |                          |
| 2019 детали | 15           | «Крусейдерс» | 16:3  | «Хагуарес»   | «Харрикейнз»     | «Брамбиз»        |                          |                          |
| 2022 детали | 12           | «Крусейдерс» | 21:7  | «Блюз»       | «Чифс»           | «Брамбиз»        |                          |                          |
| 2023 детали | 12           | «Крусейдерс» | 25:20 | «Чифс»       | «Блюз»           | «Брамбиз»        |                          |                          |
| 2024 детали | 12           | «Блюз»       | 41:10 | «Чифс»       | «Брамбиз»        | «Харрикейнз»     |                          |                          |

Итого
| Команда      | Город/Регион | Побед | Поражений в финале |
| ------------ | ------------ | ----- | ------------------ |
| «Крусейдерс» | Крайстчерч   | 12    | 4                  |
| «Блюз»       | Окленд       | 4     | 2                  |
| «Буллз»      | Претория     | 3     | 0                  |
| «Брамбиз»    | Канберра     | 2     | 4                  |
| «Чифс»       | Гамильтон    | 2     | 3                  |
| «Уаратаз»    | Сидней       | 1     | 2                  |
| «Харрикейнз» | Веллингтон   | 1     | 2                  |
| «Хайлендерс» | Данидин      | 1     | 1                  |
| «Редс»       | Брисбен      | 1     | 0                  |
| «Шаркс»      | Дурбан       | 0     | 4                  |
| «Стормерз»   | Кейптаун     | 0     | 1                  |
| «Лайонз»     | Йоханнесбург | 0     | 3                  |
| «Хагуарес»   | Буэнос-Айрес | 0     | 1                  |

Побед по странам
| Страна         | Побед | Поражений в финале | Поражений в полуфинале |
| -------------- | ----- | ------------------ | ---------------------- |
| Новая Зеландия | 17    | 9                  | 21                     |
| Австралия      | 4     | 6                  | 11                     |
| ЮАР            | 3     | 8                  | 14                     |
| Аргентина      | 0     | 1                  | 0                      |

## Бренд

### Логотип
Во время проведения последнего сезона Супер 12 сиднейское агентство Coast Design получило заказ на разработку логотипа для Супер 14. На новой эмблеме не было традиционных для спорта щитов, зато присутствовали римские цифры (XIV), нехарактерные для спортивной культуры региона. Динамизм и скорость игры получили отражение в мяче, движущемся по орбите. Снаряд скреплен тремя стёжками, символизирующими три участвующие федерации.
На фирменном знаке Супер Регби изображена большая синяя буква «S», в центре которой расположен регбийный мяч. Ниже буквы находится надпись «SupeRugbY». Три стёжки сохранены.
До расширения лиги логотип Супер 12 представлял собой щит с названиями спонсора вверху и словами «Rugby» и «Super 12». Нижняя часть знака была разделена на три области зелёного, чёрного и золотого цвета, обозначая цвета национальных сборных ЮАР, Новой Зеландии и Австралии соответственно.

### Титульные спонсоры
Права на использование названия принадлежат разным компаниям во всех трёх странах:
- В Новой Зеландии бренд используется банком Investec Bank с 2011 г. В этой стране турнир называется Investec Super Rugby. Во времена проведения Супер 14 титульным спонсором соревнования выступала спортивная торговая сеть Rebel Sport (Rebel Sport Super 14). Также партнёрами чемпионата выступали компании Ubix и Telecom New Zealand (TNZ).
- С 2014 года в Австралии правами титульного спонсора обладает страховая компания Asteron Life, дочерняя компания австралийской финансовой корпорации Suncorp Group, соглашение рассчитано на три года[38]. Турнир носит название Asteron Life Super Rugby. В 2012 году четырёхлетний контракт был заключён с брокером Fx Pro[39], однако в 2013 году компания расторгла договор из-за ухода с австралийского рынка. Первый сезон Супер Регби в Австралии примечателен отсутствием титульного спонсора. Ранее, в середине эры Супер 14 права на использование названия принадлежали фирмам Lion Nathan, Investec и Vodafone.
- В Южной Африке партнёром чемпионата является телекоммуникационная компания Vodacom. Турнир носит название Vodacom Super Rugby.
- В Аргентине титулным спонсором чемпионата является Personal, дочерняя компания провайдера Telecom Argentina, турнир носит название Personal Super Rugby.

## Рекорды лиги

### Командные
- Наибольшее число очков в матче: 96
  - «Крусейдерс» — «Уаратаз» (96:19), 2002
- Наименьшее число очков в матче: 0
  - «Редс» — «Харрикейнз» (11:0), 1999
  - «Брамбиз» — «Буллз» (15:0), 1999
  - «Шаркс» — «Буллз» (29:0), 1999
  - «Брамбиз» — «Кэтс» (64:0), 2000
  - «Хайлендерс» — «Буллз» (23:0), 2005
  - «Блюз» — «Брамбиз» (17:0), 2006
  - «Брамбиз» — «Редс» (36:0), 2007
  - «Крусейдерс» — «Уэстерн Форс» (53:0), 2008
  - «Крусейдерс» — «Стормерз» (22:0), 2009
  - «Хайлендерс» — «Крусейдерс» (6:0)
  - «Стормерз» — «Хайлендерс» (33:0), 2011
  - «Уаратаз» — «Ребелс» (43:0), 2011
  - «Крусейдерс» — «Буллз» (27:0), 2011
  - «Брамбиз» — «Редс» (29:0), 2015
- Наибольший суммарный счёт: 137
  - «Чифс» — «Лайонз» (72:65), 2010
- Наименьший суммарный счёт: 6
  - «Хайлендерс» — «Крусейдерс» (6:0), 2009
- Наибольший отрыв в счёте: 89
  - «Буллз» — «Редс» (92:3), 2007
- Наибольшее количество очков гостевой команды: 72
  - «Чифс» — «Лайонз» (72:65), 2010
  - «Уаратаз» — «Саутерн Кингз» (72:10), 2013
- Побед подряд: 15 — «Крусейдерс», 2002/03
- Поражений подряд в сезоне: 13 — «Лайонз», 2010
- Поражений подряд: 17 — «Лайонз», 15.05.2009—12.03.2011
- Наибольшее количество попыток одной команды в матче: 14 — «Крусейдерс» (против «Уаратаз»), 2002
- Наибольшее количество попыток обеих команд в матче: 18
  - «Чифс» — «Лайонз» (72-65), 2010
- Наибольшее количество попыток за сезон: 71 — «Крусейдерс», 2005
- Наименьшее количество попыток за сезон: 13
  - «Лайонз», 2007
- Наибольшее количество побед в сезоне: 14 — «Стормерз», 2012 (регулярный) и «Харрикейнз», 2015 (регулярный)
- Наименьшее количество побед в сезоне: 0
  - «Редс», 2002
  - «Лайонз», 2010 (регулярный)
- Наименьшее количество поражений в сезоне: 0
  - «Блюз», 1997
  - «Крусейдерс», 2002
- Наибольшее количество домашних побед подряд: 26 — «Крусейдерс», 2004—2006
- Наибольшее количество пропущенных очков за сезон: 585 — «Лайонз», 2010
- Наибольшая суммарная отрицательная разница очков в сезоне: 315 — «Лайонз», 2010

### Индивидуальные

#### В матче
- Очков: 50 — Гевин Лоулесс, «Шаркс»
- Попыток: 4
  - Джо Рофф, «Брамбиз»
  - Гевин Лоулесс, «Шаркс»
  - Стефан Тербланш, «Шаркс»
  - Джоэли Видири, «Блюз»
  - Дуг Хоулетт, «Блюз»
  - Милс Мулиаина, «Блюз»
  - Шон Мэйтленд, «Крусейдерс»
  - Калеб Ральф, «Крусейдерс»
  - Ситивени Сививату, «Чифс»
  - Асаэли Тикоиротума, «Чифс»
  - Чарли Нгатаи, «Чифс»
  - Дрю Митчелл, «Уаратаз»
- Реализаций: 13 — Эндрю Мертенс, «Крусейдерс»
- Пенальти: 9 — Элтон Янтис, «Лайонз»
- Дроп-голов: 4 — Морне Стейн, «Буллз»

#### За карьеру
- Очков: 1,533 — Дэн Картер, «Крусейдерс»
- Попыток: 59 — Дуг Хоулетт, «Блюз»
- Реализаций: 185 — Дэн Картер, «Крусейдерс»
- Пенальти: 202 — Эндрю Мертенс, «Крусейдерс»
- Самая быстрая попытка: 8 секунд — Брайан Хабана, «Стормерз»
- Матчей подряд: 104 — Калеб Ральф, «Крусейдерс»
- Матчей: 175 — Кевин Меаламу, «Блюз»

#### За сезон
- Очков: 263 — Морне Стейн, «Буллз», 2010
- Попыток: 15
  - Джо Рофф, «Брамбиз», 1997
  - Рико Гир, «Крусейдерс», 2005
- Реализаций: 51 — Стирлинг Мортлок, «Брамбиз», 2004
- Пенальти: 51 — Морне Штейн, «Буллз», 2010
- Дроп-голов: 11 — Морне Штейн, «Буллз», 2009